# Gouverneurswahlen in den Vereinigten Staaten 2007

Ergebnisse der Gouverneurswahlen 2007:
Mississippi durch die Republikaner behauptet
Louisiana durch die Republikaner hinzugewonnen
Kentucky durch die Demokraten hinzugewonnen

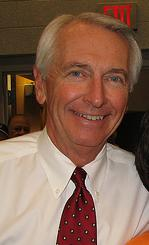
Steve Beshear wurde neuer Gouverneur von Kentucky.

Die Gouverneurswahlen in den Vereinigten Staaten 2007 fanden im Oktober und November 2007 statt. Gewählt wurde in den Bundesstaaten Kentucky, Louisiana und Mississippi. Von den drei zur Wahl stehenden Posten wurden vor den Wahlen zwei von Republikanern und einer von einer Demokratin gehalten. Nach den Gouverneurswahlen 2006 stellten die Demokraten 28 und die Republikaner 22 der insgesamt 50 Gouverneure; an diesem Stand änderte sich nichts.

## Kentucky
Amtsinhaber Ernie Fletcher (Republikaner) trat gegen den Demokraten Steve Beshear an. Allerdings galt Fletcher, der in verschiedene Korruptionsskandale verwickelt war, als unpopulär und entsprechend den zahlreichen, vorherigen Umfragen besiegte Beshear in den Wahlen am 6. November 2007 den Amtsinhaber deutlich mit ca. 59 Prozent der Stimmen.

## Louisiana
Die bisherige Gouverneurin des Bundesstaates, Kathleen Blanco (Demokratin), schloss im März 2007 ihre Kandidatur für eine weitere Amtszeit aus. Blanco wurde vor allem wegen ihres unzureichenden Krisen-Managements nach der Hurrikan-Katrina-Katastrophe kritisiert und hatte Anfang 2007 nur noch Zustimmungsraten von knapp 40 Prozent.
Das Wahlrecht von Louisiana sieht keine parteiinternen Vorwahlen vor. Deshalb konnten bei der Wahl am 20. Oktober 2007 auch verschiedene Kandidaten derselben Partei antreten. Der Republikaner Bobby Jindal, der bereits im Vorfeld als Favorit gehandelt worden war, ging mit ca. 54 Prozent der Stimmen als Sieger aus der Wahl hervor.

## Mississippi
Der populäre Amtsinhaber Haley Barbour (Republikaner) trat am 6. November 2007 gegen den für die Demokraten kandidierenden Rechtsanwalt John Arthur Eaves an. Entsprechend vorherigen Umfragen gewann Barbour am 6. November die Gouverneurswahlen in Mississippi mit ca. 58 Prozent der Stimmen.